# Theristus pacificus
Theristus pacificus is een rondwormensoort uit de familie van de Xyalidae.